# Isabel Margarida de Orleães
Isabel Margarida de Orleães (em francês:  Élisabeth Marguerite d'Orléans; Paris, 26 de dezembro de 1646 – Versalhes, 17 de março de 1696) foi uma princesa francesa também conhecida apenas por Isabel de Orleães. Foi duquesa de Alençon por nascimento e duquesa de Guise e Joyeuse por casamento. Era filha de Gastão, Duque de Orleães e prima co-irmã do rei Luís XIV de França.
Casou-se com o príncipe Luís José, Duque de Guise com quem teve um filho. O seu marido morreu pouco depois e o filho sucedeu-lhe como Duque de Guise, falecendo, também ele, aos quatro anos de idade. 
Viúva e sem filhos Isabel Margarida de Orleães passou o resto de sua vida na corte francesa entre suas propriedades privadas e o Palácio de Versalhes, onde morreu em 1696 aos quarenta e nove anos e idade.

## Biografia
Isabel de Orleães nasceu em Paris no Palácio do Luxemburgo, que na altura chamava-se Palácio de Orleães, e onde é hoje o Senado de França. O palácio fora dado ao seu pai aquando da morte da mãe, a rainha Maria de Médici em 1642. A princesa era conhecida pelo seu primeiro nome, Isabel (em francês:  Élisabeth), mas ela sempre assinava Isabelle. Uma de 5 filhos, ela não foi não foi educada com os irmãos mas num convento, uma vez que estava destinada a tornar.se abadessa de Remiremont sendo tratada como tal.

### Casamento
Chamada de Mademoiselle d'Alençon até ao seu casamento, Isabel conheceu a jovem Louise Françoise de La Baume Le Blanc, que viria a ser duquesa de La Vallière, amante de Luís XIV, e que crescera em Blois na corte da irmã de Isabel Margarida Luísa de Orleães. Estava previsto que a irmã mais velha de Isabel (e mais bonita), Margarida Luísa, viria a casar com Luís. Um possível noivo seria Carlos Emanuel II, Duque de Saboia, que viria a casar com a sua irmã mais nova Francisca Madalena, a 4 de março de 1663.
Outro possível noivo foi o seu príncipe Henrique Júlio de Bourbon - o futuro Príncipe de Condé, um Príncipe de Sangue. Mas a aliança foi abandonada uma vez que Henrique Júlio preferiu a alemã Ana Henriqueta da  Baviera que era neta da Rainha da Boêmia.
A escolha para Isabel (que era corcunda) acabou por ser um "Príncipe estrangeiro" (prince étranger) naturalizado na França: Luís José, Duque de Guise. Os Duques de Guise eram os chefes da Casa de Guise, um ramo cadete da Casa de Lorena à qual a mãe de Isabel pertencia.
Isabel e o Duque casaram no castelo de Saint-Germain-en-Laye a 15 de maio de 1667 na presença da corte e dos Príncipes de Sangue. O seu marido, quatro anos mais novo, não só estava sob a custódia de sua tia e guardiã, a "magnífica" e orgulhosa Mademoiselle de Guise (Maria de Lorena, Duquesa de Guise), mas no protocolo quotidiano, era tratado por Isabel como socialmente inferior. Desde o casamento até à sua morte, Isabel de Orleães era conhecida na corte francesa por Madame de Guise. Do seu curto casamento com o Duque de Guise nasceu um filho:
- Francisco José de Lorena, Duque de Guise (Hôtel de Guise[4], Paris, 28 de agosto de 1670 – Palácio do Luxemburgo, Paris, 16 de março de 1675).

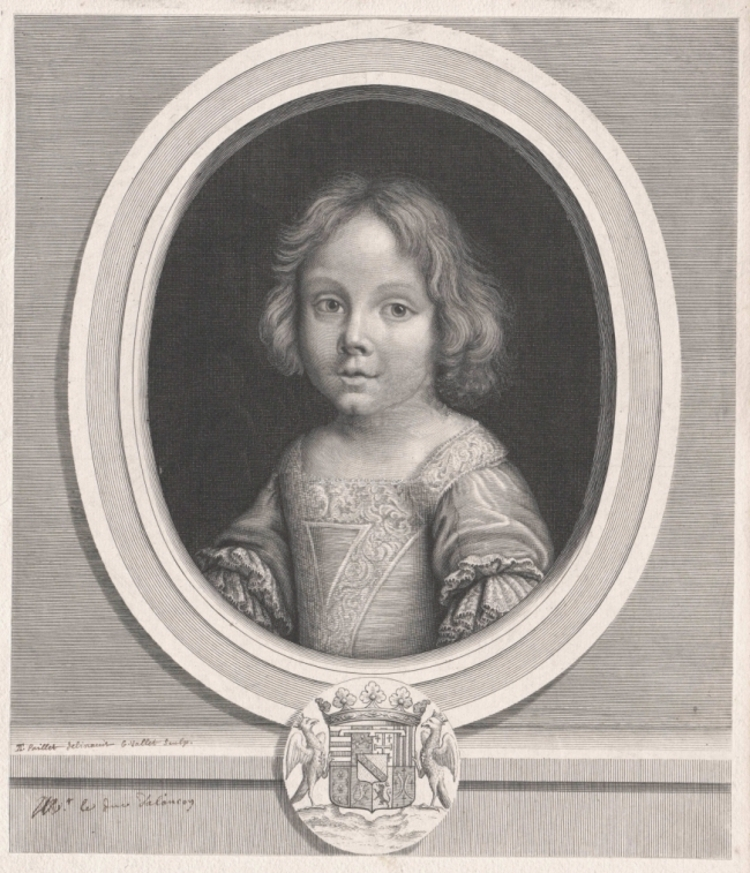
Uma gravura de Francisco José de Lorena quando era Duque de Guise.

### Viuvês
O marido de Isabel morre em 1671, com varíola que apanhara no regresso de uma visita à Corte do rei Carlos II de Inglaterra. O filho herda então os títulos do pai: duque de Guise e de Joyeuse e príncipe de Joinville.
Com a morte de sua mãe, em 1672, mudou-se para o Palácio do Luxemburgo juntamente com o pequeno Francisco José. Ainda sem conseguir andar sem ajuda aos quatro anos de idade, a sua ama deixou-o cair acabando por morrer de uma ferida na cabeça, em 1675, no Palácio do Luxemburgo.
Após a morte do filho, Isabel, que os franceses chamavam "Madame de Guise", passava todos os verões no seu ducado de Alençon e a maior parte dos invernos na Corte do Rei. Quando estava em Paris, ficava no Palácio do Luxemburgo que lhe fora cedido pela morte da mãe, em 1672. Mas aí, ela tinha dificuldade em permanecer longas temporadas uma vez que se dizia que o palácio estaria assombrado pela lenta agonia do seu filho que ali morrera. Assim, em 1672, ela creou apartamento privado na abadia de São Pedro de Montmartre, onde frequentemente via Mademoiselle de Guise e a sua irmã, a abadessa. Após 1675, este pequeno círculo expande-se quando a irmã de Isabel, Margarida Luísa, Grã-Duquesa da Toscana, deixou o marido, mudando-se para um apartamento dentro dos muros da abadia, sendo mantida sob detenção domiciliária. Sempre muito devota, Isabel encomendou peças religiosas a Marc-Antoine Charpentier, o compositor de Mademoiselle de Guise. Ela encomendou-lhe também trabalhos seculares (Óperas e Pastorais) agumas das quais foram tocadas na corte do Rei.
Isabel era uma fervorosa apoiante das políticas de seu primo Luís XIV, para que os Huguenotes regressassem à fé católica. Já em novembro de 1676, quando ela supervisionara a conversão de uma dama Protestante, Isabel encomendou a Marc-Antoine Charpentier o primeiro de uma série de oratórios que representavam como Santa Cecília convertera o noivo e o seu irmão ao Cristianismo. O provável autor do libreto terá sido Philippe Goibaut, um protegido das duas senhoras da família Guise. After the Revogação do Édito de Nantes, em outubro de 1685, ela criou uma casa para "Novos Convertidos" no seu ducado de Alençon e ativamente converteu os Huguenotes locais.
Em 1694, ela doou o Palácio do Luxemburgo a Luís XIV. Ela faleceu em 1696 no Palácio de Versalhes sendo sepultada no Carmelo de Paris, entre as freiras.
A fortuna que acumulara veio a ser herdada pela sua irmã mais velha que lhe sobreviveu, Margarida Luísa de Orleães, Grã-Duquesa da Toscana.

## Títulos e tratamentos
- 26 de dezembro de 1646 – 15 de maio de 1667 [Sua Alteza Real] Mademoiselle d'Alençon[8];
- 15 de maio de 1667 – 30 de julho de 1671 Sua Alteza Real a Duquesa de Guise e Joyeuse (Madame la duchesse de Guise et Joyeuse) (ou, para o público em geral, Madame de Guise);
- 30 de julho de 1671 – 17 de março de 1696 Sua Alteza Real  a Duquesa viúva de Guise e Joyeuse;
- 2 de fevereiro de 1660 – 17 de março de 1696 Sua Alteza Real a Duquesa de Alençon e Angoulême.

Após a morte do seu filho, Isabel tornou-se Duquesa de Alençon e Angoulême Suo jure. Ela manteve o seu estatuto de neta de França durante o seu casamento, o que lhe permitiu usar o tratamento de Alteza Real.